# Schlosskirche Philippseich

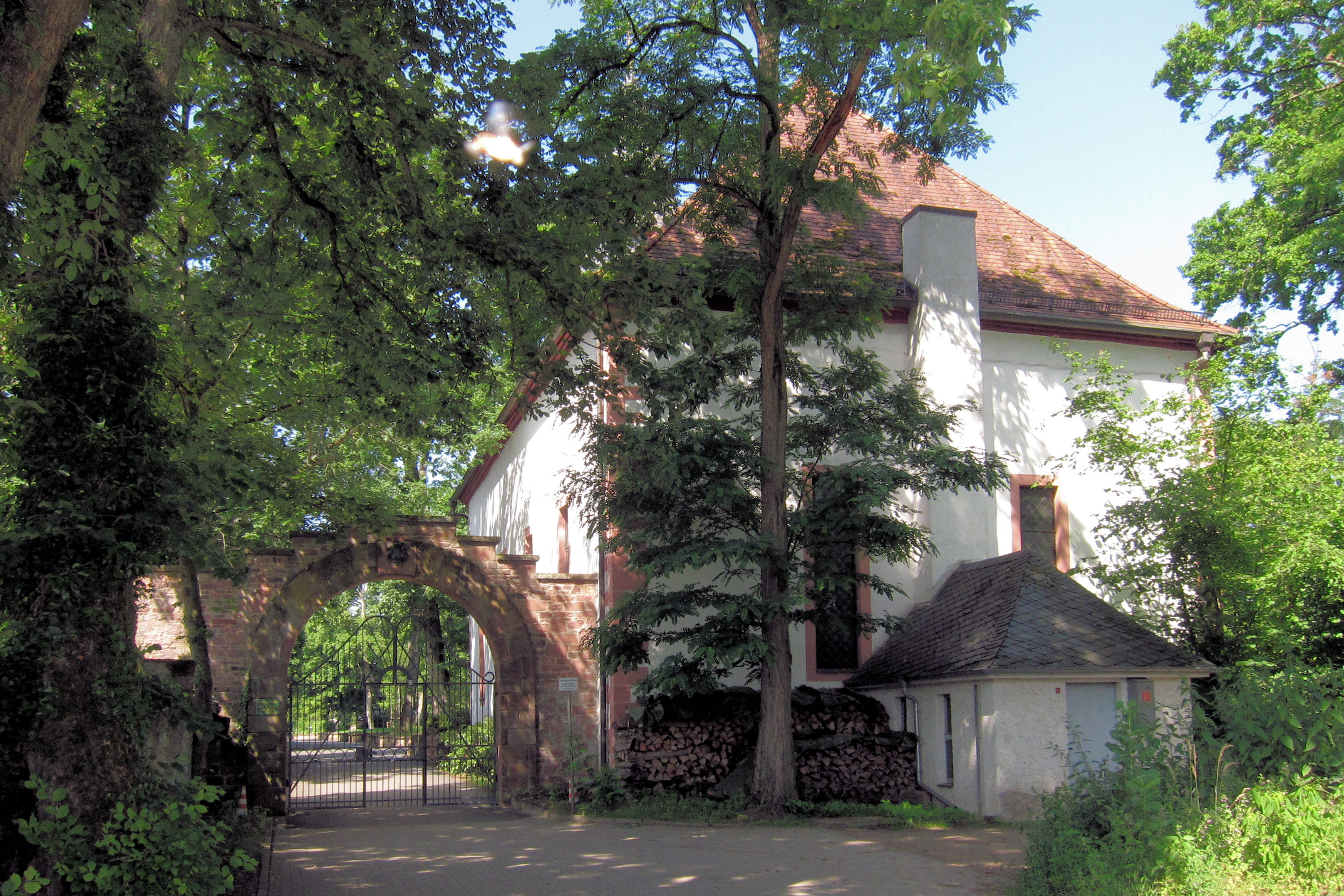
Schlosskirche Philippseich

Die Schlosskirche Philippseich liegt im Park des Schlosses Philippseich in der Gemarkung des Dreieicher Stadtteils Götzenhain. Das denkmalgeschützte Kirchengebäude diente als Begräbniskirche der Philippseicher Linie des Hauses Isenburg und gehört zusammen mit der Burgkirche in Dreieichenhain zur evangelischen Burgkirchengemeinde, die Teil des Dekanats Dreieich-Rodgau der Evangelischen Kirche in Hessen und Nassau (EKHN) ist.

## Geschichte

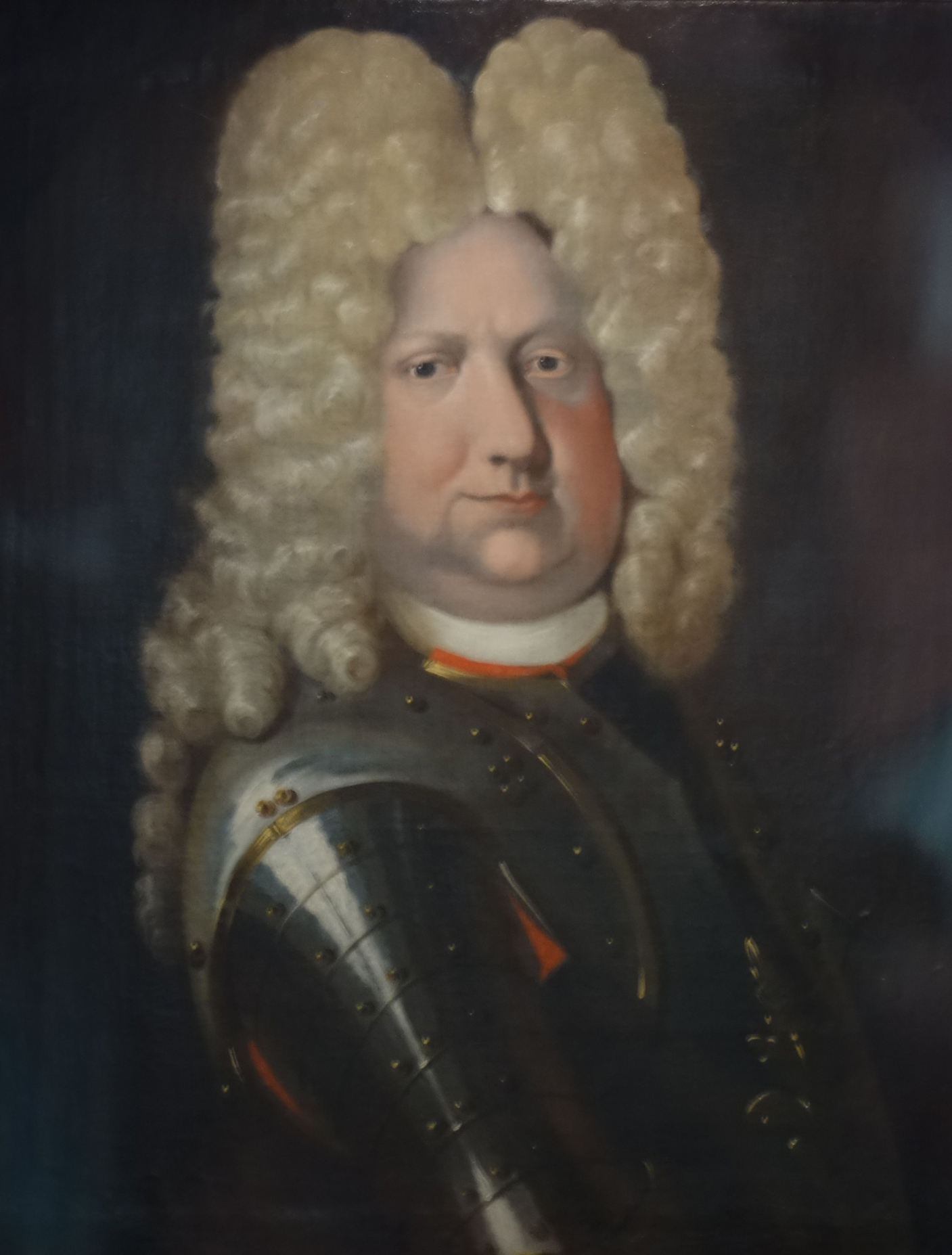
Porträt des Auftraggebers der Schlosskirche, Graf Johann Philipp von Isenburg-Offenbach

Die Schlosskirche Philippseich wurde um das Jahr 1700 auf Anordnung des Grafen Johann Philipp von Isenburg erbaut. Ihre Fertigstellung und Einweihung erfolgte vermutlich 1704, da die Jahreszahl in die beiden ältesten Glocken der Kirche eingraviert ist.
Die erste reformierte Pfarrei in Philippseich, das sich vom gräflichen Tierpark mit Jagdschloss zunehmend zu einer kleinen geschlossenen Siedlung entwickelte, stiftete Graf Johann Philipp am 29. Februar 1716. Neben den Einwohnern der Siedlung Philippseich wurden auch calvinistische Bürger der umliegenden Isenburgischen Orte sowie die Bewohner des Gutes Neuhof von ihr seelsorgerisch betreut. In den folgenden Jahren entwickelte sich eine besonders enge Zusammenarbeit mit der lutherischen Pfarrei in Dreieichenhain, die sich 1769 mit der Pfarrei Philippseich zu einer unierten Pfarrei zusammenschloss. Gottesdienste in der Schlosskirche wurden nun nur noch alle zwei Wochen gefeiert, das Pfarrhaus in Philippseich wurde aufgegeben.
1802 wurde die erste umfangreiche Innenrenovierung der Schlosskirche vorgenommen. Im Zuge der Arbeiten wurde der gesamte Innenraum neu angestrichen, eine Empore für die neu angeschaffte Orgel errichtet sowie Kirchenstühle, Kanzel und Altarverkleidung ausgetauscht.
Mit der Aufhebung der Gebietsherrschaft 1816 verfiel die Schlossanlage Philippseich einschließlich der Schlosskirche im Laufe der Jahre zunehmend. Verwahrlosung und Verfall verschlimmerten sich nochmals mit dem Aussterben der Philippseicher Linie des Hauses Isenburg im Jahr 1920. Da der Kirchturm mittlerweile baufällig geworden war, viele Fenster zerbrochen waren und die Orgel kaum noch funktionstüchtig war, musste 1927 auch die regelmäßige Gottesdienstfeier in Philippseich vorerst beendet werden.
Erst 1937 wurde die Schlosskirche wieder umfangreichen Sanierungsarbeiten unterzogen, die durch den Verkauf der Schlossanlage an den Frankfurter Bauunternehmer Robert Kögel nochmals erheblich vorangetrieben werden konnten. Kögel setzte nicht nur das ehemalige Schlossgebäude wieder instand, sondern unterstützte die Kirchengemeinde auch bei der Wiederherstellung der Schlosskirche. Der Frankfurter Unternehmer stiftete neben zwei neuen Glocken für den Turm und einer neuen Orgel mit zwei Manualen und zehn Registern auch große Teile der neuen Innenausstattung (Taufbecken, Kanzel, Altar, Bestuhlung). Nach Abschluss der Instandsetzungsarbeiten konnte die Schlosskirche am Pfingstsonntag 1946 erstmals wieder zur Gottesdienstfeier genutzt werden.
1974 wurde der Außenputz der Philippseicher Kirche erneuert, bevor 1983 erneut größere Renovierungsarbeiten an der Außenfassade und im Innenraum durchgeführt wurden. Dabei wurden das Kirchendach und der Glockenturm saniert, der Kirchensaal durch einen neuen Innenanstrich umgestaltet und das Kirchenportal erneuert. Auch die Turmuhr wurde wieder instand gesetzt, der Kirchturm mit einem Turmkreuz versehen sowie die Orgel von der Licher Firma Förster und Nikolaus restauriert und gereinigt.
Heutzutage wird die Schlosskirche Philippseich vor allem in den Sommermonaten zur wöchentlichen Feier von Abendandachten genutzt, bei deren Gestaltung sich Pfarrerinnen und Pfarrer aus verschiedenen Gemeinden des Dekanats Dreieich-Rodgau abwechseln. Daher trägt die Kirche auch den Beinamen „Kirche des Dekanats Dreieich-Rodgau“.

## Baubeschreibung
Die Schlosskirche Philippseich liegt zwischen den Dreieicher Stadtteilen Offenthal und Götzenhain auf dem Gebiet der früheren Gemarkung Philippseich, das heute zur Gemarkung Götzenhain gehört. Das kleine und eher unscheinbare Gotteshaus wurde als schlichte Saalkirche mit Turmvorbau zwischen altem Baumbestand im Schlosspark Philippseich errichtet.

## Begräbniskirche
In der Philippseicher Schlosskirche wurden mehrere Mitglieder der Philippseicher Linie des Hauses Isenburg beigesetzt, wie Grabplatten an der Altarwand, im Fußboden vor dem Kirchengestühl sowie im Fußboden neben dem Altar preisgeben. Dazu zählen:
- Wilhelm Moritz II. (1688–1772) mit Gemahlin Philippina Louisa (1705–1744)
  - Auguste Eleonore (1729–1730)
  - Ernst August (1738)
  - Gustav Ernst (1733–1749)
  - Ludwig Moritz (1727–1750)
  - Georg Casimir (1794–1875)
    - Karl Ferdinand (1841–1920)
      - Elisabeth (1897–1917)
      - Irmgard (1894–1921)

## Glocken
Das Geläut der Kirche besteht aus vier Glocken, die zusammen die gleiche Stimmung wie die Glocken des Speyerer Doms aufweisen. Die beiden ältesten Exemplare stammen, wie ihre Gravur verrät, aus dem Jahr 1704, dem mutmaßlichen Weihejahr der Kirche.